# Episodi di Samurai 7
Questa è una lista degli episodi dell'anime Samurai 7, liberamente tratto dal capolavoro di Akira Kurosawa I sette Samurai.
In Giappone la serie venne trasmessa dal 12 giugno al 25 dicembre 2004 su Animax e altre reti affiliate mentre in Italia fu pubblicata inizialmente in home video da Panini Video nel 2005 e trasmessa in seguito dal 2 ottobre al 6 novembre 2006 su GXT.

## Episodi
| Nº | Titolo italiano Giapponese 「Kanji」 - Rōmaji | In onda           | In onda          |
| Nº | Titolo italiano Giapponese 「Kanji」 - Rōmaji | Giapponese        | Italiano         |
| 1  | Spade 「斬る！」 - Kiru! | 12 giugno 2004    | 2 ottobre 2006   |
| 1  | Nel piccolo villaggio di Kanna, minacciato da una banda di briganti che saccheggiano le campagne, gli abitanti decidono di ribellarsi. La sacerdotessa Kirara, affiancata dal contadino Rikichi e dalla sorellina Komachi, su consiglio del vecchio capovillaggio si reca nella città di Kogakyo per reclutare dei samurai, avendo come unica moneta di scambio il riso coltivato dai contadini. Le sue ricerche la portano ad incontrare subito tre valorosi guerrieri, il giovane Katsushiro, l'irruente cyborg Kikuchiyo e il saggio Kambei. |                   |                  |
| 2  | Il maestro 「喰う！」 - Kū! | 12 giugno 2004    | 3 ottobre 2006   |
| 2  | Katsushiro, colpito dal talento di Kambei, decide di diventare il suo discepolo. Kirara e i suoi compagni tentano di convincere Kambei ad aiutarli, ma mentre Katsushiro accetta Kambei invece rifiuta, e al termine di una lunga giornata di ricerca l'unico sì che i tre contadini ottengono è quello dello strambo Kikuchiyo. Kirara viene però notata da Ukyo, figlio di Maroo, il ricco governatore della città, che la fa rapire. Kikuchiyo e Katsushiro corrono in suo aiuto. La ragazza, però, verrà infine salvata da Kambei. |                   |                  |
| 3  | La scommessa 「ご冗談を！」 - Goyōdan o! | 10 luglio 2004    | 4 ottobre 2006   |
| 3  | Katsushiro deve affrontare la consapevolezza della propria inesperienza come guerriero, e lungo la strada verso casa lui e Kikuchiyo si imbattono in uno strano ma molto abile samurai, Gorobei, ridottosi dopo la guerra a fare l'artista di strada. In seguito Gorobei accetterà di unirsi al gruppo, mentre Kambei, motivato dalla determinazione di Kirara e Kikuchiyo, decide a sua volta di accettare l'offerta. I quattro samurai si trovano subito a dover affrontare una nuova battaglia, poiché Maroo ha inviato alcuni sicari ad uccidere i contadini temendo le conseguenze del loro tentativo di ribellione. |                   |                  |
| 4  | Il duello 「参る！」 - Mairu! | 10 luglio 2004    | 5 ottobre 2006   |
| 4  | Grazie all'abilità di Kambei e Gorobei i sicari vengono uccisi. La ricerca di nuovi samurai procede, ma con risultati praticamente nulli. In seguito, Kambei affronta in duello l'abilissimo Kyuzo, una delle due guardie del corpo di Maroo, inviato lì per ordine del suo padrone. Lo scontro, anche per l'intromissione di Kikuchiyo, termina in parità e Kyuzo si ritira, e Kambei rimane molto colpito dalle abilità del giovane samurai. |                   |                  |
| 5  | Il taglialegna 「お粗末！」 - Osomatsu! | 24 luglio 2004    | 6 ottobre 2006   |
| 5  | Nei giorni che seguono, molti samurai rifiutano la proposta di Kirara e dei contadini. Poi, una sera, il gruppo viene a conoscenza di un misterioso samurai taglialegna che gira per la città compiendo opere di generosità e dedizione. Il taglialegna, Heihachi, sarà trovato casualmente alla bottega di Masamune, il fabbro amico di Kikuchiyo, e accetterà di unirsi al gruppo. In seguito i samurai si trovano a dover fare i conti con Hyoogo, l'altra guardia personale di Maroo, ma grazie all'ingegno di Heihachi l'agguato viene sventato. Quella sera, però, il delegato imperiale in visita al palazzo di Maroo viene trovato morto, ucciso dalla katana di un samurai. |                   |                  |
| 6  | La fuga 「お粗末！」 - Makesero! | 24 luglio 2004    | 9 ottobre 2006   |
| 6  | In risposta all'omicidio del delegato imperiale, tutti i samurai presenti a Kogakyo vengono arrestati ed imprigionati in quanto tutti potenziali colpevoli. Il gruppo dei contadini, nonostante i propositi iniziali di reclutare sette samurai, è quindi costretto a tornare indietro anzitempo, riuscendo ad abbandonare la superficie della città grazie all'apparente sacrificio di Kikuchiyo. |                   |                  |
| 7  | Lucciole 「癒す！」 - Ayasu! | 14 agosto 2004    | 10 ottobre 2006  |
| 7  | Kirara e i samurai trovano rifugio in una casa di piacere nel sottosuolo di Kogakyo dove Kambei incontra un suo vecchio compagno, Shichiroji, sopravvissuto miracolosamente alla loro ultima battaglia insieme ed accasatosi presso la sua salvatrice, la giovane geisha Yukio. Shichiroji accetta di unirsi al gruppo, e grazie anche all'intervento del redivivo Kikuchiyo il gruppo riesce a sfuggire alla retata organizzata da Ukyoo, ancora determinato a fare sua Kirara. |                   |                  |
| 8  | La rabbia 「癒す！」 - Ikaru! | 14 agosto 2004    | 11 ottobre 2006  |
| 8  | I samurai e i contadini lasciano la città raggiungendo le terre degli shikimoribito, ninja-mercanti che commerciano con i briganti vendendo loro immense batterie cariche di energia necessario al loro sostentamento in cambio del riso razziato dalle campagne. Accecato dalla rabbia, Rikichi tenta di scagliarsi contro i briganti ma viene fermato dai suoi compagni, rivelando in lacrime di aver dovuto tempo addietro vendere la moglie ai briganti per evitare che il villaggio venisse distrutto. Nella fuga Katsushiro viene ferito, ma si salva grazie anche all'aiuto degli shikimoribito, e a quel punto Kambei lo riconosce come un vero samurai. |                   |                  |
| 9  | I Nobuseri 「真っ二つ!」 - Mapputatsu! | 28 agosto 2004    | 12 ottobre 2006  |
| 9  | Il gruppo riesce a lasciare le caverne sotterranee degli shikimoribito, cadendo però in una trappola organizzata da Hyoogo. Tuttavia, all'ultimo momento, sopraggiunge Kyuzo, che tradisce i suoi compagni e uccide Hyoogo unendosi al gruppo, poiché solo lui sarà autorizzato ad uccidere un domani Kambei. Intanto, i briganti iniziano a sospettare che gli abitanti di Kanna stiano preparando una ribellione. |                   |                  |
| 10 | Il viaggio 「集う！」 - Tsudo! | 28 agosto 2004    | 13 ottobre 2006  |
| 10 | Per depistare il nemico il gruppo decide di diversi in tre diversi gruppi e di compiere separatamente la strada che li separa dal villaggio. Durante il viaggio Katsushiro ammette a Komachi e Kikuchiyo, seppure indirettamente, il proprio evidente amore per Kirara, la quale tuttavia nutre dei dubbi sul conto di Kyuzo. Nonostante alcuni tentativi di attacco da parte degli uomini di Ukyoo, durante i quali Kirara ha anche modo di ravvedersi sul conto del samurai cremisi; il gruppo si riunisce nei pressi del villaggio, ma una volta entrativi i samurai e i contadini lo trovano deserto. |                   |                  |
| 11 | Il villaggio 「やって来た!」 - Yatte kita! | 11 settembre 2004 | 16 ottobre 2006  |
| 11 | Gli abitanti di Kanna, spaventati sia dai samurai che dalle minacce dei briganti, accolgono con diffidenza i nuovi venuti, iniziando a nutrire dei dubbi circa la volontà effettiva di ribellarsi. Il più titubante è il vecchio Manzo, che all'insaputa di tutti organizza un incontro con uno dei capi dei banditi per informarlo dell'arrivo dei samurai. Il brigante sarà tuttavia ucciso da Katsushiro prima che possa parlare, mettendo il giovane samurai di fronte alle responsabilità e al peso della sua prima uccisione. |                   |                  |
| 12 | Rivelazioni 「わめく!」 - Wameku! | 11 settembre 2004 | 17 ottobre 2006  |
| 12 | Katsushiro ha un confronto con Kambei e Kirara, che lo aiutano a comprendere meglio il significato dell'essere un samurai e a superare il trauma legato all'aver ucciso per la prima volta. Heihachi, che detesta i traditori, vorrebbe giustiziare Manzo, ma viene fermato dall'intervento di Kikuchiyo, che con un'accorata orazione ottiene sia il perdono per Manzo sia una rediviva determinazione da parte dei contadini, rivelando di essere stato anche lui un tempo uno di loro. A questo punto, Kambei lo riconosce ufficialmente come settimo samurai. |                   |                  |
| 13 | La battaglia 「撃つ!」 - Utsu! | 25 settembre 2004 | 18 ottobre 2006  |
| 13 | Il villaggio e i suoi abitanti si preparano ad accogliere l'arrivo dei briganti, che impensieriti dai samurai raccolgono attorno a sé un grande esercito per dare l'assalto a Kanna. Il primo attacco, nonostante la differenza numerica, viene facilmente respinto, ma a sorpresa i briganti, al loro secondo arrivo, trovano il villaggio arreso, e gli abitanti che in ginocchio implorano perdono per la loro ribellione offrendo come segno di scuse alcuni dei samurai. |                   |                  |
| 14 | Lo stratagemma 「暴れる!」 - Abareru! | 25 settembre 2004 | 19 ottobre 2006  |
| 14 | Grazie alla finta resa, ideata da Kambei, i samurai riescono a salire a bordo dell'aeronave dei briganti, riuscendo ad ucciderne una buona parte e facendo precipitare i restanti nel burrone antistante il villaggio. Nella stessa occasione, Kambei e Kirara vengono a sapere che i briganti obbediscono agli ordini dell'imperatore, e che sia il riso sia le donne razziati dai villaggi si trovano per buona parte nella capitale dell'impero. |                   |                  |
| 15 | La quiete prima della tempesta 「ずぶ濡れ!」 - Zabunare! | 9 ottobre 2004    | 20 ottobre 2006  |
| 15 | Nonostante le gravi perdite, i Nobuseri sono ancora determinati a distruggere il villaggio di Kanna e ad uccidere i samurai, rei di averli sfidati e umiliati. Nella quiete che precede la battaglia finale i samurai e i contadini hanno modo di conoscersi meglio, approfondendo il loro legame. Kambei e Shichiroji rievocano i tempi perduti, Katsushiro viene confortato da Kirara per fortificare il proprio spirito, e Heihachi confessa il motivo del suo odio per i traditori. Allo scoppiare di un violento temporale, inizia lo scontro decisivo. |                   |                  |
| 16 | La bufera 「死す!」 - Shisu! | 9 ottobre 2004    | 23 ottobre 2006  |
| 16 | I briganti danno l'assalto finale a Kanna, prontamente contrastati dai samurai, che riescono seppur con molta fatica a farne scempio ottenendo la vittoria. Il prezzo da pagare però è il sacrificio di Gorobei. Finita la battaglia, mentre alcuni gioiscono e altri piangono il samurai caduto, Kambei si allontana nella pioggia. |                   |                  |
| 17 | La mietitura 「刈る!」 - Karu! | 23 ottobre 2004   | 24 ottobre 2006  |
| 17 | Con la morte dei briganti il villaggio è di nuovo in pace e si può procedere alla mietitura. Kikuchiyo è dubbioso, e si domanda il senso della partenza di Kambei, mentre tra Katsushiro e Kirara inizia a nascere un sentimento che si rafforza sempre di più. Intanto a Kogakyo, Ukyoo, nominato reggente dopo che il padre è stato convocato alla capitale, riconsegna ai samurai della città i titoli e il potere che Maroo aveva loro tolto, fomentandoli quindi nella lotta contro le altre bande di briganti che infestano ancora l'impero prendendo ad esempio la vittoria di Kanna. |                   |                  |
| 18 | La capitale 「潜る!」 - Kuguru! | 23 ottobre 2004   | 25 ottobre 2006  |
| 18 | Kambei raggiunge la capitale, una immensa aeronave da guerra che si sposta senza sosta sui cieli del Giappone, consegnandosi alle guardie ed accusandosi dell'omicidio del delegato imperiale avvenuto a Kogakyo. Nella capitale, come rivelato dai briganti, si trovano anche molte delle donne rapite, tra cui Sanae, divenuta principessa e consorte dell'imperatore, che è stata ingravidata con il seme del sovrano per poter generare un domani il futuro erede al trono. Kambei, giunto davanti all'imperatore, tenta di ucciderlo, ma viene inaspettatamente fermato proprio da Sanae. |                   |                  |
| 19 | La ribellione 「背く!」 - Somuku! | 13 novembre 2004  | 26 ottobre 2006  |
| 19 | Kambei viene arrestato e condannato a morte. Nello stesso periodo Ukyoo viene convocato a sua volta nella capitale, scoprendo quindi di essere uno degli innumerevoli cloni dell'imperatore, il quarantanovesimo, e di essere stato convocato per poter sostenere la prova che avrà come risultato o la nomina come successore o la condanna a morte. Grazie al suo carisma, abilità retorica e lungimiranza il giovane supera la prova ottenendo il titolo di successore, assassinando subito dopo il padre spacciandolo come un suicidio e salendo così immediatamente al trono. Intanto, Kirara, Kikuchiyo e Katsushiro raggiungono Kogakyo alla ricerca di Kambei. |                   |                  |
| 20 | Il travestimento 「着替える！」 - Kigaeru! | 13 novembre 2004  | 27 ottobre 2006  |
| 20 | Sanae, colta da malore alla notizia della morte dell'imperatore, scopre di avere perso il bambino. Ukyoo, nominato nuovo imperatore, ordina l'immediata esecuzione di Kambei, da compiersi tramite decapitazione nella piazza di Kogakyo. Venuti a conoscenza del fatto, Kirara e gli altri riescono a raggiungere la piazza in tempo per salvare il loro compagno. |                   |                  |
| 21 | Stupidi! 「たわけ!」 - Tawake! | 27 novembre 2004  | 30 ottobre 2006  |
| 21 | Kambei riesce ad evitare la scure del boia, ma sorprendentemente all'ultimo momento Ukyoo gli concede la grazia, liberando anche tutte le donne rinchiuse e imprigionate dal precedente imperatore, guadagnandosi così un ampio consenso popolare. Subito dopo, però, dà ordine di uccidere Maroo, essendo diventato inutile. Grazie anche all'aiuto di Masamune, il gruppo riesce a lasciare la città. Nonostante tutto, però, Kambei si arrabbia profondamente con i suoi compagni, accusandoli di aver voluto agire di testa loro senza pensare alle conseguenze. |                   |                  |
| 22 | Lo schiaffo 「ひっぱたく!」 - Hippataku! | 27 novembre 2004  | 31 ottobre 2006  |
| 22 | Katsushiro, profondamente deluso dall'atteggiamento del suo maestro e dalla sua apparente incapacità di osservare il codice del bushido, ha un violento confronto con lui, ma viene interrotto bruscamente da Kirara che gli rifila uno schiaffo. A quel punto la spaccatura nel gruppo diviene insanabile, e Katsushiro, da solo, abbandona il gruppo andando per la sua strada. Nel mentre Ukyoo, rivelando la sua vera natura doppiogiochista e ingannatrice, dà il via ad una politica di apparente collaborazione con contadini e mercanti, rivelando però nella realtà di stare per diventare un sovrano peggiore di suo padre. Il suo piano è quello di dare mandato sia ai briganti per attaccare le campagne sia, ad insaputa dei primi, ai samurai per fermarli. In questo modo il popolo lo adorerà e gli darà qualunque cosa, senza alcun bisogno di ordinarglielo. |                   |                  |
| 23 | Bugie 「うそつき!」 - Usotsuki! | 11 dicembre 2004  | 1º novembre 2006 |
| 23 | Il gruppo trova riparo nella terra degli shikimoribito, dove si trovano i famigliari di buona parte delle donne rapite. Intanto, alla capitale, Ukyoo si sbarazza dei briganti, ormai divenuti inutili, e da quindi ordine di marciare contro il villaggio di Kanna per distruggerlo, in modo da annichilire per sempre l'unica scintilla di insubordinazione al suo potere. Katsushiroo, nel suo viaggio senza meta, si imbatte casualmente nelle avanguardie imperiali dirette al villaggio, riuscendo a raggiungere Kanna in tempo per eliminarle con la collaborazione degli abitanti. |                   |                  |
| 24 | La promessa 「契る!」 - Chigiru! | 11 dicembre 2004  | 2 novembre 2006  |
| 24 | Venuti a sapere dell'imminente attacco al villaggio di Kanna da parte dei soldati dell'imperatore, i samurai si preparano a farvi ritorno in tutta fretta. Vengono lasciati al sicuro nel deserto Komachi, che ammette di avere una cotta per Kikuchiyo, e Kirara, che cerca di dichiarare il proprio amore a Kambei, il quale però la rifiuta sul nascere dicendole di cercare qualcuno più puro di lui. |                   |                  |
| 25 | La caduta 「堕ちる!」 - Ochiru! | 25 dicembre 2004  | 3 novembre 2006  |
| 25 | Inizia la battaglia finale. I soldati dell'imperatore e la stessa capitale attaccano Kanna, che viene difeso strenuamente dai samurai. Kambei e gli altri riescono quindi a salire a bordo della capitale, ma trovatisi in trappola riescono a salvarsi grazie al sacrificio di Heihachi, che ferito si fa saltare in aria per distruggere i motori della nave. Nello scontro che ne segue, però, anche Kyuzo viene ucciso, per errore, da Katsushiro. |                   |                  |
| 26 | La semina 「植える!」 - Ueru! | 25 dicembre 2004  | 6 novembre 2006  |
| 26 | La capitale è distrutta, e Ukyoo, morente, viene gettato da un dirupo da Kambei, ma la nave rischia di precipitare su Kanna. Solo l'intervento provvidenziale di Kikuchiyo salva il villaggio, anche se per riuscire nel proprio intento lo spavaldo cyborg sarà costretto a sacrificare la propria vita. La ribellione a quel punto è finita. Katsushiro, nominato da Kambei come proprio vero successore, parte per un viaggio di crescita interiore, promettendo di tornare un domani da Kirara nella speranza di riuscire finalmente a farsi amare, mentre il suo maestro e Shichiroji scelgono di andare per la propria strada. Con l'avanzare della primavera il villaggio si prepara ad una nuova semina. La vita continua. |                   |                  |